# Alena Viana
Alena Viana, född 21 maj 2003, är en amerikansk taekwondoutövare.

## Karriär
I november 2021 tog Viana guld i +67 kg-klassen vid panamerikanska spelen för juniorer i Cali efter att ha besegrat argentinska Gianella Evolo i finalen. I maj 2022 tog hon brons i 67 kg-klassen vid panamerikanska mästerskapen i Punta Cana.  I november 2022 tävlade Viana i +73 kg-klassen vid VM i Guadalajara. Hon besegrade dominikanska Katherine Rodríguez i sextondelsfinalen men blev sedan utslagen i åttondelsfinalen av uzbekiska Svetlana Osipova.